# Reinier II van Monaco
Reinier II of Raniero II Grimaldi (1350 - 1407) uit de familie Grimaldi was een Franse seigneur van Menton en Roquebrune en militair.
Hij was de zoon van de heer van Monaco, Karel I.
Nadat zijn vader in 1357 in de strijd om Monaco tegen de Genuezen was overwonnen en stierf, sloot Reinier II op 9 augustus 1357 een overeenkomst met Genua: hij zou de burchten en het grondbezit van zijn vader mogen behouden, maar Monaco tegen betaling van 20.000 florijnen aan Genua afstaan. Reinier werd – net zoals reeds voor hem zijn grootvader Raniero Grimaldi – uit Monaco verdreven.
Reinier begaf zich als soldaat in Franse krijgsdienst. Hij vocht aan Franse kant mee in de Slag bij Poitiers (1356), die uitdraaide in een grote nederlaag voor het Franse leger. In 1369 werd hij door Karel V van Frankrijk tot chambellan, kamerheer, benoemd. Hij stierf in 1407 in ballingschap.

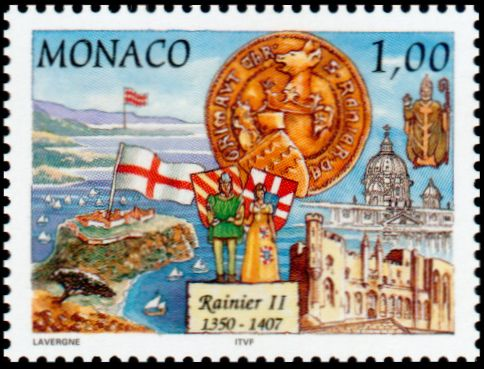
Reinier II en zijn tweede echtegenote Isabella Asinari op een Monegaskisch postzegel.

Reinier II, eerst getrouwd met Maria del Carretto, had bij zijn tweede echtgenote Isabella Asinari meerdere kinderen:
- Ambroos (Ambroise) (ca. 13?? – 1433), samen met Antoon en Jan I heer van Monaco,
- Antoon (Antoine) (ca. 13?? – 1427), samen met Ambroos en Jan I heer van Monaco,
- Giacomo van Monaco
- Giovanna van Monaco
- Jan I van Monaco (1382–1454), samen met Antoon en Ambroos heer van Monaco, vervolgens enige heer van Monaco,
- Gaspare van Monaco
- Maria van Monaco
- Griffeta van Monaco
- Enrico van Monaco